# Pogonopus speciosus
Pogonopus speciosus là một loài thực vật có hoa trong họ Thiến thảo. Loài này được (Jacq.) K.Schum. miêu tả khoa học đầu tiên năm 1891.